# Neomarica candida
Neomarica candida là một loài thực vật có hoa trong họ Diên vĩ. Loài này được (Hassl.) Sprague miêu tả khoa học đầu tiên năm 1928.